# Raimundo Amador

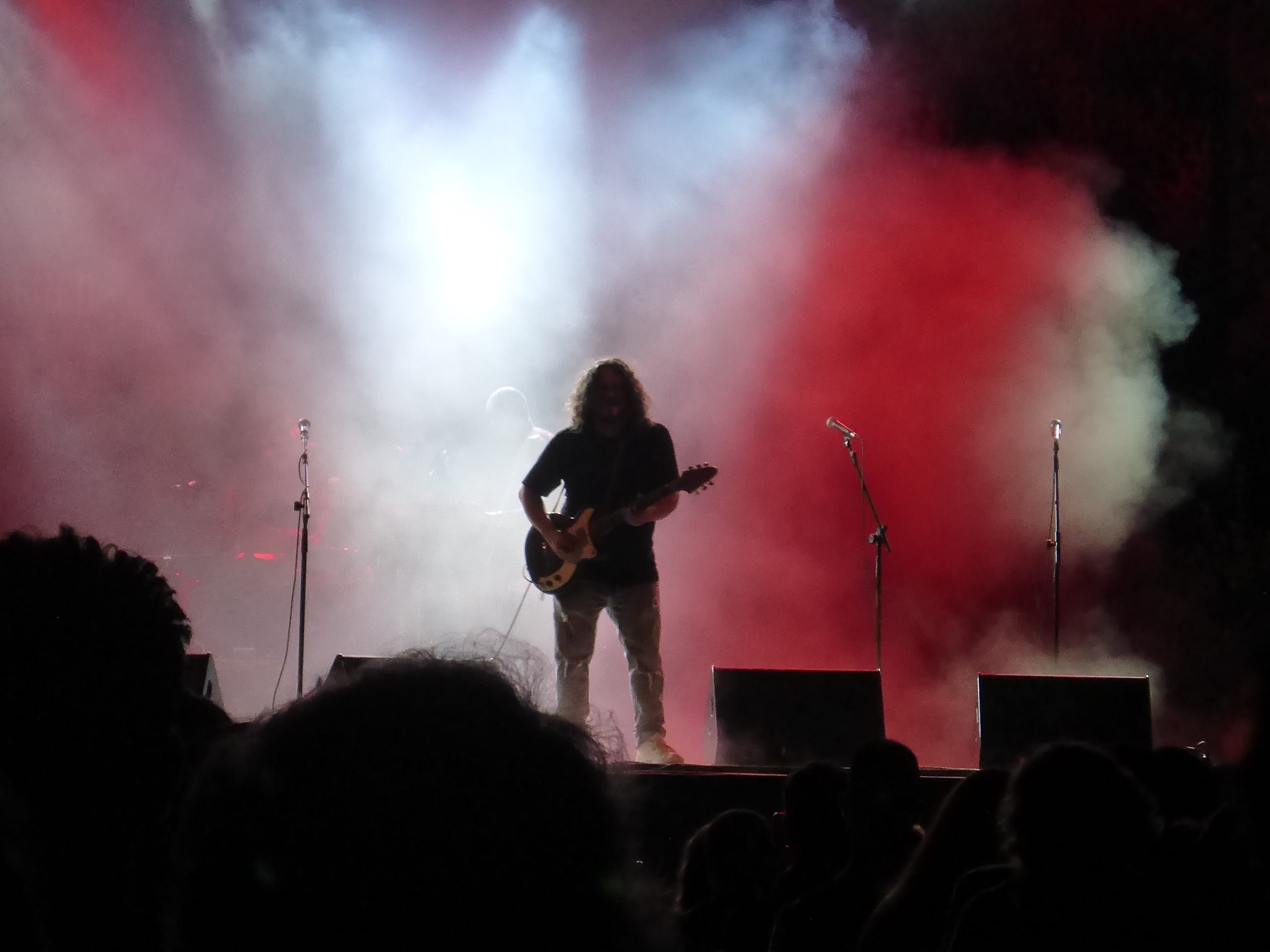
Raimundo Amador (2019)

Raimundo Amador Fernández (* 16. Mai 1959 in Sevilla) ist ein spanischer Gitarrist und Sänger, der sich aus den Traditionen des Flamenco in Richtung Flamenco Fusion bewegte. Zu seinen Hits gehören Bolleré und Ay Morena.

## Leben und Wirken
Amador erhielt wie sein Bruder, der spätere Sänger und Gitarrist Rafael Amador, Gitarrenunterricht durch seinen Vater, den Gitarristen Diego Flores Amaya (1905–1973), genannt „Diego del Gastor“. Als Jugendlicher begann Amador im Tablao Flamenco in Sevilla Fernanda de Utrera zu begleiten. Im Tablao von Los Gitanillos traf er mit Camarón de la Isla und Paco de Lucía zusammen. Dann spielte er auf mehreren Alben der Familia Montoya.
Mitte der siebziger Jahre traf er auf Kiko Veneno (bürgerlich: José María López Sanfeliú), aber erst 1977 bildeten beide zusammen mit Rafael Amador, der ebenfalls die vom Vater erlernte „stupende Spieltechnik“ sowohl auf der akustischen als auch der E-Gitarre einsetzte, die Gruppe Veneno, deren gleichnamiges Album von CBS veröffentlicht wurde. Camarón de la Isla holte Amador wie auch seinen Bruder zu den Aufnahmen seines Albums La leyenda del tiempo (1979). 1978 war er mit seinem Bruder Rafael Gründungsmitglied der Gruppe Pata Negra, mit der er seit 1981 vier Alben im Bereich zwischen Rock, Jazz, Flamenco und Blues veröffentlichte. Sie nannten ihre neuartige Mischung aus Blues, Jazz und an Django Reinhardt erinnernder Rasanz „Blueslería“. Im Jahr 1989 verließ er die Gruppe wegen Meinungsverschiedenheiten.
Amador, der sowohl Jazzgitarre, Bluesgitarre und Flamencogitarre, aber auch Bassgitarre spielte, gründete zusammen mit Luis Cobos El Manglis, dem ehemaligen Gitarristen der Gruppe Guadalquivir, eine neue Flamenco-Blues-Gruppe, Arrajatabla, die 1992 das Album Sevilla Blues (Fonomusic) veröffentlichte. Nach der Auflösung der Band beschloss er 1995, eine Solokarriere zu verfolgen. Nachdem ihn B. B. King nach New York einlud, wo sie zusammen spielten, veröffentlichte er sein  Album Gerundina, auf dem er mit Andrés Calamaro und B. B. King zusammenarbeitete. Es folgten weitere Alben wie En la esquina de Las Vegas (1997), Noches de Flamenco (1998) und Un okupa en tu corazón (2000). Zuletzt entstand 60 aniversario. Directo en casa (2019) mit Gästen wie Buika, Sorderita und SFDK.
Amador ist auch auf Alben von Lole y Manuel, Cathy Claret, Ketama, Tomatito, Björk, Compay Segundo, Tino di Geraldo, Miguel Ríos und José Luis Carmona zu hören.